# Olympische Sommerspiele 1928/Schwimmen – 4 × 100 m Freistil (Frauen)
Die 4-mal-100-Meter-Freistilstaffel der Frauen bei den Olympischen Spielen 1928 in Amsterdam wurde am Donnerstag, den 9. August 1928 ausgetragen. Olympiasieger wurde die Staffel der Vereinigten Staaten. Silber ging an die britische, Bronze an die südafrikanische Staffel.

## Rekorde
Vor Beginn der Olympischen Spiele waren folgende Rekorde gültig.
| Weltrekord         | 4:58,8 min | Vereinigte Staaten | Paris, Frankreich | 18. Juli 1924 |
| Olympischer Rekord | 4:58,8 min | Vereinigte Staaten | Paris, Frankreich | 18. Juli 1924 |

Folgende neue Rekorde wurden aufgestellt:
| Weltrekord         | 4:55,6 min | Vereinigte Staaten | Halbfinale |
| Olympischer Rekord | 4:55,6 min | Vereinigte Staaten | Halbfinale |

| Weltrekord         | 4:47,6 min | Vereinigte Staaten | Finale |
| Olympischer Rekord | 4:47,6 min | Vereinigte Staaten | Finale |

## Ergebnisse

### Halbfinale
Das Halbfinale wurde am 9. August 1928 ausgetragen. Die ersten drei Staffeln eines jeden Laufs qualifizierten sich für das Finale.
Halbfinale 1
| Rang | Nation                | Athletinnen                                                    | Zeit                 | Anm. |
| ---- | --------------------- | -------------------------------------------------------------- | -------------------- | ---- |
| 1    | Vereinigte Staaten    | Adelaide Lambert Josephine McKim Susan Laird Albina Osipowich  | 4:55,6 min (OR) (WR) | QQ   |
| 2    | Niederlande           | Eva Smits Truus Baumeister Marie Vierdag Marie Braun           | 5:08,8 min           | QQ   |
| 3    | Südafrikanische Union | Rhoda Rennie Freddie van der Goes Mary Bedford Kathleen Russel | 5:17,4 min           | QQ   |
| 4    | Dänemark              | Lilian Staugaard Rigmor Olsen Gerda Bredgaard Agnete Olsen     | unbekannt            |      |

Halbfinale 2
| Rang | Nation          | Athletinnen                                                     | Zeit       | Anm. |
| ---- | --------------- | --------------------------------------------------------------- | ---------- | ---- |
| 1    | Großbritannien  | Margaret Cooper Vera Tanner Sarah Stewart Ellen King            | 5:16,6 min | QQ   |
| 2    | Deutsches Reich | Charlotte Lehmann Reni Erkens Herta Wunder Irmintraut Schneider | 5:19,0 min | QQ   |
| 3    | Frankreich      | Bienna Pélégry Georgina Roty Marguerite Ledoux Claire Horrent   | 5:42,4 min | QQ   |

### Finale
9. August 1928
| Rang | Nation                | Athletinnen                                                       | Zeit                 |
| ---- | --------------------- | ----------------------------------------------------------------- | -------------------- |
| 1    | Vereinigte Staaten    | Adelaide Lambert Albina Osipowich Eleanor Saville Martha Norelius | 4:47,6 min (OR) (WR) |
| 2    | Großbritannien        | Margaret Cooper Vera Tanner Sarah Stewart Ellen King              | 5:02,8 min           |
| 3    | Südafrikanische Union | Rhoda Rennie Freddie van der Goes Mary Bedford Kathleen Russell   | 5:13,4 min           |
| 4    | Deutsches Reich       | Charlotte Lehmann Herta Wunder Irmintraut Schneider Reni Erkens   | 5:14,4 min           |
| 5    | Frankreich            | Bienna Pélégry Anne Dupire Marguerite Ledoux Claire Horrent       | 5:32,0 min           |
| 6    | Niederlande           | Eva Smits Truus Baumeister Marie Vierdag Marie Braun              | DSQ                  |